# متلازمة الاهتزاز الشبحي
مُتلازمة الاهْتِزاز الشَبحيّ أو متلازمة الرنين الشَبحيّ هي إدراكٌ حسيٌ أنَّ الهاتف المحمول للشخص يهتزُ أو يرن ولكن فعليًا لا يكون كذلك. يذكرُ مايكل روثبرغ، بأنَّ المصطلح ليس متلازمةً، ولكن من الأفضل وصفه بأنهُ هلوسةٌ لمسية؛ وذلك لأنَّ الدماغ يُدرك إحساسًا غير موجودٍ بالفعل. نشرت ويبمد (WebMD) مقالًا عن مُتلازمة الاهتزاز الشبحية وكان مايكل روثبرغ المصدر. نُشرت العديد من المقالات الأخرى في عقد 2010، حيث نشرتها الإذاعة الوطنية العامة وسي بي إس نيوز ومجلة بستيل [الإنجليزية] وسايكولوجي توداي [الإنجليزية].
وُضعت مصطلحاتٌ أُخرى لهذه المُتلازمة تتضمن قلق الرنين (بالإنجليزية: ringxiety)‏، وهو لفظٌ منحوتٌ من رنين (ring) وقلق (anxiety). أيضًا مُصطلح إنذار الهاتف المحمول الكاذب (بالإنجليزية: fauxcellarm)‏، وهو منحوتٌ من كلمة كاذب (false) وهاتف محمول (cellphone) وإنذار (alarm)، حيث يُشبه مُصطلح الإنذار الكاذب (false alarm). كما أنَّ هناك مُصطلح هاتفٍ شبحي (بالإنجليزية: phonetom)‏، وهو منحوتٌ من هاتف (phone) وشبحي (phantom).
قد يحدث الرنين الشبحي أثناء الاستحمام أو مشاهدة التلفاز أو استخدام جهازٍ ضوضائيٍ. يمتلك البشر حساسيةً للنغمات السمعية خاصةً التي تقع بين 1000-6000 هرتز، وغالبًا ما تكون نغماتُ رنين الهاتف المحمول الأساسية ضمن هذا النطاق. تتطور الاهتزازات الشبحية بعد ضبط إعدادات الهاتف المحمول على التنبيه بالاهتزاز. وجدت الباحثة ميشيل دروين أنَّ حوالي 9 من كل 10 طلاب جامعيين في كُليتها يُعانون من اهتزازاتٍ شبحية.

## التاريخ
أشار رسام الكاريكاتير سكوت آدامز في شريط الرسول الهزلي دلبرت عام 1996 ميلاديًا إلى هذا الإحساس تحت اسم "phantom-pager syndrome" (بالعربية: متلازمة جهاز المناداة الشبحي). يعودُ أقدم استخدامٍ منشورٍ لمصطلح "phantom vibration syndrome" (بالعربية: متلازمة الاهتزاز الشبحي) إلى عام 2003 ميلاديًا في مقالةٍ بعنوان "phantom vibration syndrome" نُشرت في صحيفة نيو بيتسبرغ كوريير [الإنجليزية] تحت اسمٍ مستعارٍ للكاتب روبرت دي جونز. ولكن على الرغم من هذا، إلا أنَّ هناك نقاشٌ حول ما إذا كانت الإشارة السابقة إلى حدوث متلازمة الاهتزاز الشبحي جاءت من مايكل جيه لويس من ملبورن في أستراليا. كتب روبرت جونز في ختام المقالة بأنهُ "... هل يجب أن نقلق بشأن ما قد يحاول عقلنا أو أجسادنا إخبارنا به من خلال تفاقم الانبثاق التخيلي من الأحزمة والجيوب وحتى المَحافِظ؟ فيما إذا كانت متلازمة الاهتزاز الشبحي ناجمةٌ عن تلفٍ في الأعصاب أو مشكلةٍ في الصحة العقلية أو كليهما، يبدو أنَّ هذه الظاهرة المتنامية تُشير إلى أننا ربما تجاوزنا الحد "دائمًا" في هذا المجتمع.
أجريت أول دراسةٍ للظاهرة في عام 2007 ميلاديًا من قبل باحثٍ صاغ مصطلح "ringxiety " لوصفٍها. اختير مصطلح "phantom vibration syndrome" في عام 2012 ميلاديًا على أنه أفضلُ كلمةٍ في العام ضمن قاموس ماكواري الأسترالي.

## الأسباب
يُعد سبب الاهتزازات الشبحية غير معروفٍ. تُشير الأبحاث الأولية إلى ارتباطه بالإفراط في استخدام الهاتف المحمول. تبدأ الاهتزازات عادةً بالحدوث بعد حمل الهاتف لمدة تتراوح بين شهرٍ إلى سنة. لقد اقتُرح أنه عند توقع وصول مكالمةٍ هاتفيةٍ، فإنَّ القشرة المخية تخطئ في تفسير المُدخلات الحسية الأخرى (مثل الانقباضات العضلية أو الموسيقى أو الضغط من الملابس) على أنها اهتزازٌ للهاتف أو نغمة الرنين. قد يُفهم هذا على أنه مشكلةٌ تتعلق باكتشاف الإشارات البشرية، مع وجود تأثيراتٍ كبيرةٍ محتملةٍ من السمات النفسية. تؤثر عوامل مثل الخبرات والتوقعات والحالات النفسية على عتبة اكتشاف الإشارات. قد تكون بعض تجارب الاهتزاز الشبحية نوعًا من الباريدوليا وبالتالي يمكن فحصها بصفتها ظاهرةً نفسيةً تتأثر بالاختلافات الفردية في الشخصية والحالة والسياق. يمكن أيضًا اعتبار قلق التعلق متنبئًا لتكرار تجارب الاهتزاز الشبحي؛ وذلك نظرًا لأنه يرتبط بالسمات النفسية المتعلقة بعدم الأمان في العلاقات الشخصية.

## الانتشار
حسب علم الوبائيات، فإنَّ معظم الدراسات قد بينت بأنَّ غالبية مستخدمي الهواتف المحمولة أبلغوا عن تُعرضهم أحيانًأ للاهتزازات الشبحية أو الرنين الشبحي، مع معدلاتِ إبلاغٍ تتراوح بين 29.6-89%. كان تكرار حدوث الإحساس النموذجي مرةً كل أسبوعين، وذلك على الرغم من أنَّ أقليةٍ تحدث لديها يوميًا. قد ينزعج بعض الأفراد بشدةٍ من هذه الأحاسيس.

## الإدارة
أُجريت القليل من الأبحاث حول علاج الاهتزازات الشبحية. يؤدي حمل الهاتف المحمول في وضعياتٍ مُختلفةٍ إلى تقليل هذه الاهتزازات لدى بعض الأشخاص. تُوجد طرقٌ أخرى تتضمن إيقاف التنبيه بالاهتزاز أو تغيير نغمة الرنين أو نغمة الاهتزاز أو استخدام جهازٍ مختلفٍ تمامًا.